# William Varley
William Michael "Bill" Varley (født 16. november 1880 i New York, død oktober 1968 smst.) var en amerikansk roer og olympisk guldvinder.

## Rokarriere
Varley roede for Atalanta Boat Club i New York.
Ved OL 1904 i St. Louis stillede han sammen med John Mulcahy op i dobbeltsculler i en konkurrence, hvor kun amerikanere deltog, og den talte også som national mesterskabskonkurrence. Mulcahy og Varley blev sikre vindere, idet de var to bådlængder foran John Hoben og Jamie McLoughlin på andenpladsen, mens Joseph Ravannack og John Wells blev nummer tre. Mulcahy og Varley stillede ved de samme lege også op i toer uden styrmand (også her deltog kun amerikanere), og de blev her nummer to, kun besejret af Robert Farnan og Joseph Ryan, mens John Joachim og Joseph Buerger blev nummer tre.

## OL-medaljer
- 1904:  Guld i dobbeltsculler
- 1904:  Sølv i toer uden styrmand